# Stèles de La Ghorfa
 (indiquez la date de pose grâce au paramètre date).
Les stèles de La Ghorfa sont une série de stèles datées du Ier siècle et IIe siècle et découvertes pour la plupart d'entre elles au XIXe siècle en Tunisie et réparties entre divers musées d'Europe et d'Afrique du Nord. Les artefacts archéologiques sont des ex-votos déposés selon les spécialistes par des particuliers dans un lieu cultuel dédié à la divinité principale de l'Afrique romaine, Baal Hammon, sanctuaire qui n'a pas été retrouvé.
Retrouvées à partir du milieu du XIXe siècle et les dernières dans le dernier tiers du XXe siècle, leur provenance précise, à savoir Maghrawa, n'a été éclaircie que dans la dernière décennie du XXe siècle grâce aux travaux de l'historien et archéologue tunisien Ahmed M'Charek. En effet, après la découverte d'une quarantaine de pièces archéologiques par un collaborateur du consul britannique à Tunis dans des conditions mal documentées, la collection est vite dispersée  : une partie intègre la collection de Khaznadar puis dispersée tandis qu'une partie reste en Tunisie avant une dispersion. La localisation précise peut se faire suite à la découverte in situ d'un dernier lot de stèles du fait de travaux réalisés à la fin des années 1960, les stèles étant déposées sur le site archéologique de Makthar.
Les pièces archéologiques à la forme stéréotypée et aux motifs décoratifs très riches sont importantes et peuvent comporter des inscriptions tant latines que néo-puniques. Elles témoignent des liens interculturels entre substrat phénico-punique et civilisation romaine et du contexte de métissage de l'Afrique romaine.

## Histoire

### Histoire antique
Les stèles, datées de la fin du Ier et du début du IIe. Elles ont été érigées dans le Haut Tell tunisien, entre Mactar et Dougga, sur le site archéologique de Maghrawa, à 8 km au nord-ouest de Mactar et dans une région montagneuse. 
La cité antique occupait une dizaine d'hectares selon Ahmed M'Charek. Deux sources fournissent le site en eau, dont Aïn-Maghrawa, à 300 m environ. Le site est très ancien avec des mégalithes datables du IVe siècle av. J.-C., un sanctuaire à Baal Hammon et également une muraille sans doute numide. Le site a livré des stèles néo-puniques datées du Ier siècle. Un mausolée monumental daté de la fin du IIe siècle était présent également, l'inscription ayant été recueillie au XIXe siècle. La cité pérégrine au Ier siècle comportait une organisation et était munie de rabs, deux rabs éponymes. Elle appartenait au pagus Thuscæ qui entourait Mactar et comprenait environ 50 cités aux deux premiers siècles de l'ère commune.
Les stèles sont dédiées par des Africains latinisés aux divinités du panthéon punique et romain, dont Baal Hammon. Le sanctuaire qui abritait les stèles n'est pas connu au début des années 1990. Les stèles les plus anciennes sont datées de la deuxième moitié du Ier siècle. Ce sont des ex-votos.

### Histoire récente
Le site archéologique de Macota sert longtemps de carrière et est beaucoup visité au XIXe siècle. De nombreux éléments antiques sont utilisés en remploi dans les maisons.
Elles ont été découvertes en partie en 1842 par un architecte allemand, Honegger, d'autres ont été mises au jour entre 1860 et 1873, ; ces découvertes ont été publiées en 1896. Cette collection est répartie dans les principaux grands musées qui contiennent le corpus connu. 
Les quatre dernières stèles ont été trouvées en 1967 à Aïn Maghrawa par des ouvriers du service des eaux, et amenées au musée de Mactar : trois sont placées dans une salle, la dernière demeurant non loin de la basilique de Rutilius. Des fragments de reliefs ayant appartenu à des stèles sont repérés chez les paysans du site par Ahmed M'Charek.
Honegger est un collaborateur de Thomas Reade consul britannique de Tunis, il recueille pour lui en 1842 la bilingue libyco-punique du mausolée de Dougga avant son envoi au British Museum. Il effectue des recherches à Maghrawa la même année, correspondance ignorée pendant longtemps des archéologues, les pièces archéologiques étant achetées par le consul. Honegger reste à Tunis et est mort avant 1850, laissant des stèles en des endroits divers, lieux de découverte ou chez des Tunisiens, le chapelain de la chapelle Saint-Louis de Carthage l'abbé Bourgade évoque ses travaux en 1852 dans la Toison d'Or de la langue phénicienne.
Nathan Davis récupère la collection Honegger, en cède 18 à Mohamed Khaznadar et envoie 21 stèles à Londres entre 1850 et 1860.
Les stèles restent à Tunis pendant dix à quinze années, peut-être à Dougga pour les plus encombrantes. Les stèles sont laissées à Dougga du fait du mauvais état des pistes. L'abbé Bourgade achète pour partie la collection Honegger en 1852, Nathan Davis en possédant également, et les stèles sont cédées après sa mort en 1866. Jean-Baptiste Évariste Charles Pricot de Sainte-Marie évoque une vente à un Grec et une perte des stèles sauf deux pièces conservées au Bardo, d'autres pièces entrant au British Museum. Trois stèles au minimum sont envoyées par Khaznadar à Vienne pour l'Exposition universelle de 1873, après sa chute il s'oppose au retour des œuvres en Tunisie du fait de la confiscation de ses biens qui sont déposées au musée impérial.

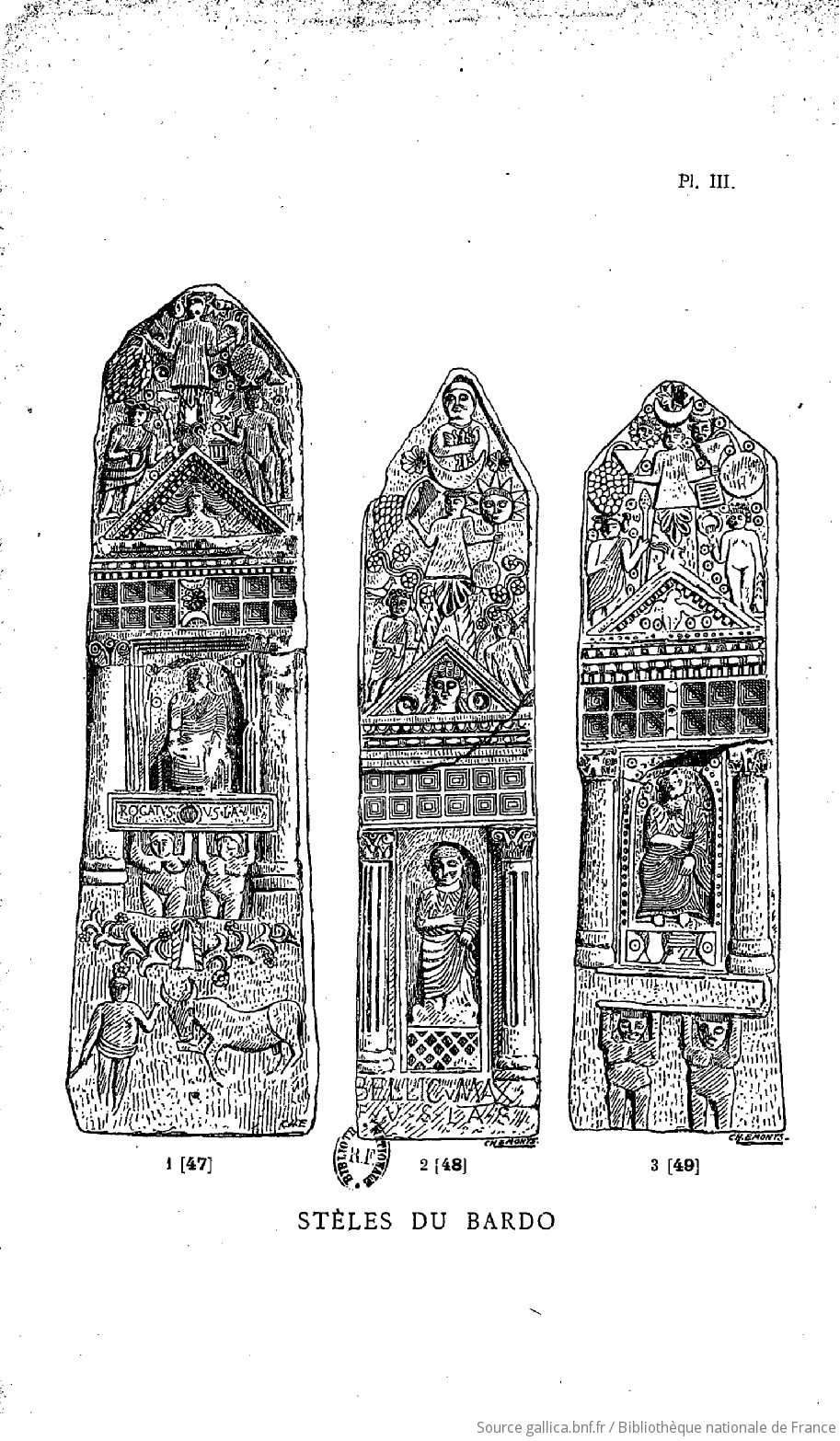
Une des planches comportant les stèles conservées au Musée du Bardo dans le Catalogue du musée alaoui

Quatre des stèles conservées au British Museum sont pourvues d'inscriptions. Pricot de Sainte-Marie demande deux stèles de La Manouba pour le Louvre. René Cagnat fait placer en 1882 12 monuments dans les jardins de la Résidence générale et sont placées en 1885 au musée Alaoui créé.

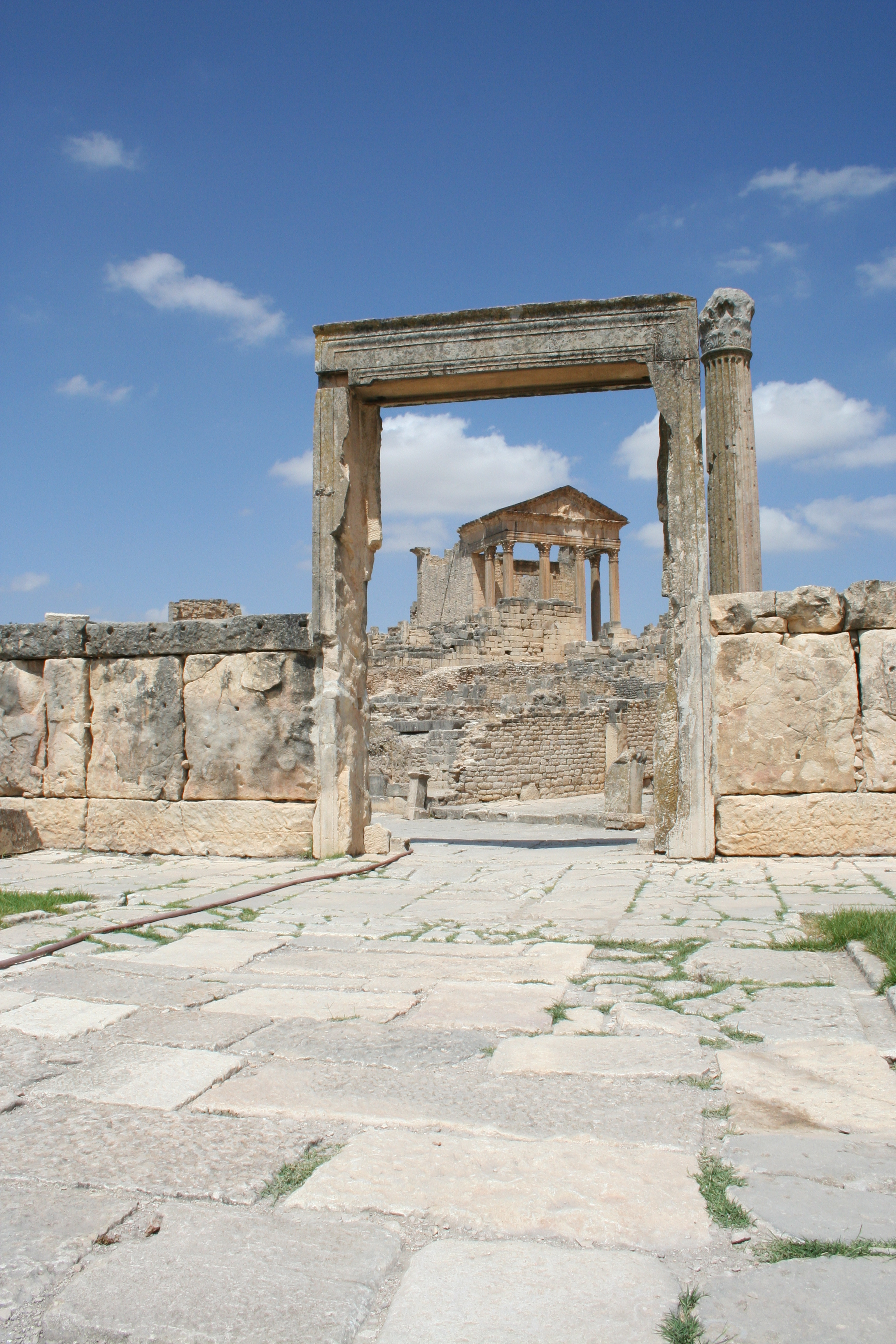
Dar El-Acheb à Dougga

La série connue à ce jour comporte une quarantaine de pièces : 22 stèles sont exposées au British Museum de Londres, entrées au musée entre 1850 et 1860 deux au musée du Louvre, dans le département des antiquités orientales(https://collections.louvre.fr/en/ark:/53355/cl010118514) données par le général Kheredine successeur de Khaznadar et déposées au musée en janvier 1876 et trois au Kunsthistorisches Museum de Vienne depuis 1874. La Tunisie en a conservé pour sa part 17, soit douze au musée national du Bardo depuis 1884, quatre au musée de Makthar et la dernière à l'antiquarium de Dougga. Une stèle a été réutilisée dans un mur d'habitation à Dougga à Dar-el-Ached, placée au-dessus de la porte d'entrée.
Les exemplaires du Bardo proviennent d'une collection privée, celle réunie dans les années 1870 à La Manouba par Mohamed Khaznadar, fils du ministre Mustapha Khaznadar. Celles du Louvre et du musée de Vienne proviennent de la même collection.

### Historiographie et identification tardive
Le Corpus Inscriptionum Latinarum propose comme lieu d'origine de certaines stèles le site archéologique de Carthage.René du Coudray de La Blanchère étudie les stèles du musée Alaoui en 1897 dans un travail publié à titre posthume. Il les attribue au site archéologique de Dougga, le Djebel-Gorra étant selon lui à l'origine de la confusion. 
Louis Poinssot propose comme appartenant au même corpus les stèles du Louvre, du musée du Bardo, de Vienne et de Dar el-Acheb et l'identification comme hypothèse en 1905 en se basant sur l'inventaire des entrées du musée du Louvre en 1876 qui évoque « provenance douteuse, La Ghorfa ». La Ghorfa est un lieu situé entre Mactar et Dougga.
Ses réserves sont oubliées après lui, Gilbert-Charles Picard, Colette Picard, Mohamed Yacoub, Marcel Leglay, et Anna Maria Bisi tiennent l'« appellation consacrée ».
Les recherches récentes tendent à démontrer que les stèles sont issues du site Maghrawa, dans la région de Mactar.

## Description

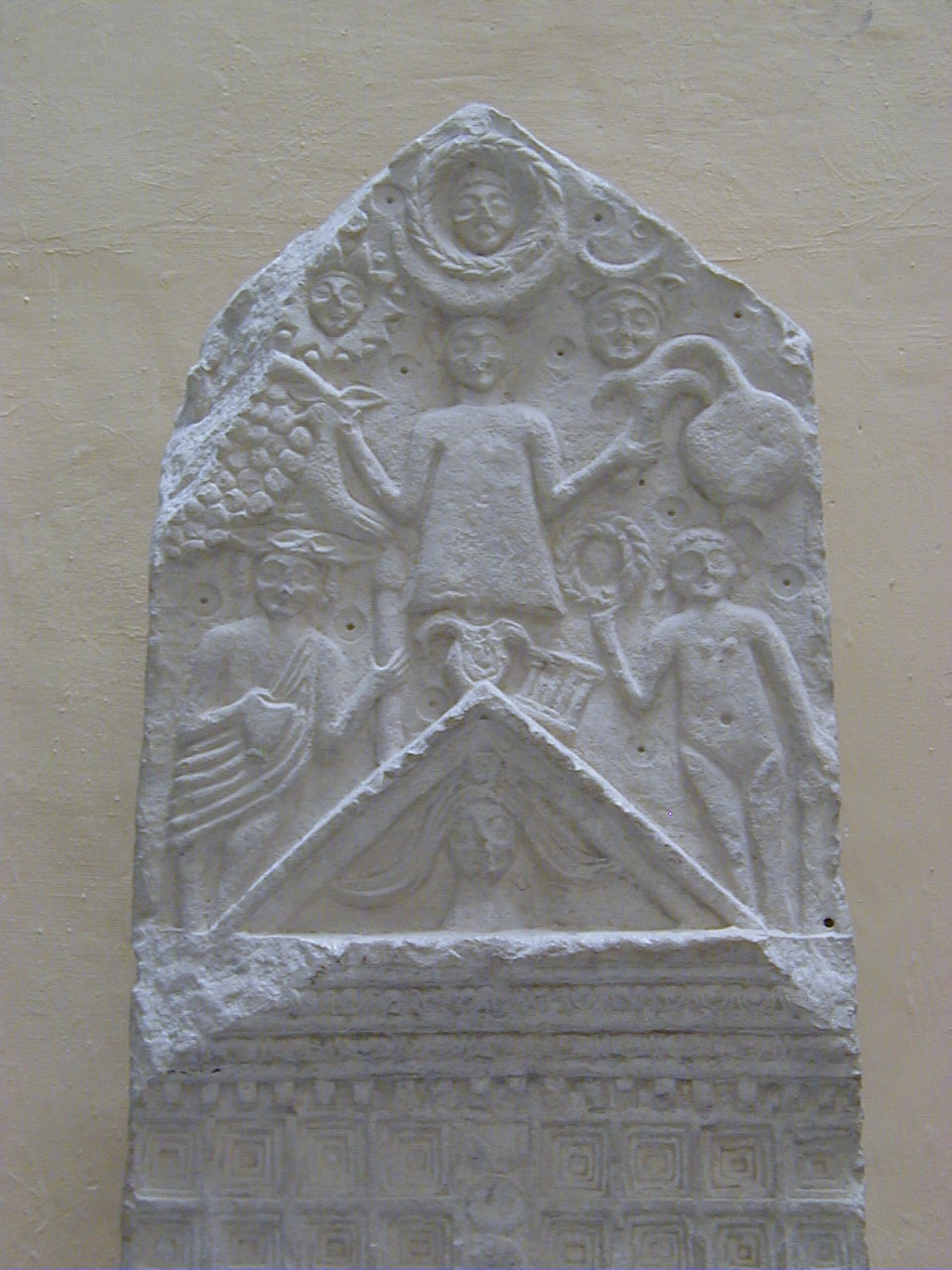
Registre supérieur de l'une des stèles du Bardo.

### Généralités
Les stèles ont été élaborées au ciseau et en méplat. Il y a un usage de la réserve. La pierre utilisée est un calcaire gris sénonien, plus précisément sénonien supérieur. La pierre est répandue dans la région de Mactar et Dougga.
Les stèles sont rectangulaires et à fronton triangulaire.
Les stèles complètes mesurent environ 1,75 m de haut et contiennent parfois des dédicaces en latin ou en punique. Certaines stèles atteignent 2,50 m. Une stèle du musée du Bardo possède une inscription dans les deux langues. Une inscription conservée au British Museum est en boustrophédon.
Leur forme, celle d'un « obélisque aplati », est stéréotypée et elles possèdent « une forte unité de style » ; elles sont dotées d'un sommet de forme triangulaire et divisées en trois registres superposés, « représentation hiérarchisée du cosmos ».

### Registre supérieur
Le registre supérieur représente le monde divin sous forme humaine. Des symboles astraux représentent la lune et le soleil, qui est parfois figuré avec un visage. Le signe de Tanit parfois sous forme humaine est parfois figuré, avec un cortège de divinités romaines dont Hermès, Éros ou Vénus représentés sur les deux côtés du fronton de la chapelle figurant le dédicant. Le personnage tient une corne d'abondance d'où sortent gerbes de blé, raisins, grenades. Il y a aussi une représentation de Liber Pater. Le fronton peut figurer aussi des motifs apotropaïques comme sur la stèle du Louvre MNB 898. La stèle du louvre MNB 899 comporte des oiseaux et des rosettes.
Une stèle du Bardo possède un registre supérieur divisé en trois parties, avec deux dauphins affrontés, signe de Tanit avec cornes d'abondance, et Jupiter ou Saturne sur son trône avec la foudre et une pomme de pin sur un poteau, les Dioscures à ses côtés. Les personnages sont placés dans un décor très dense, sont conservés également des trous destinés à avoir des incrustations de métal, Mohamed Yacoub évoquant des étoiles ayant été précédé dans cette hypothèse par du Coudray de la Blanchère.

### Registre médian

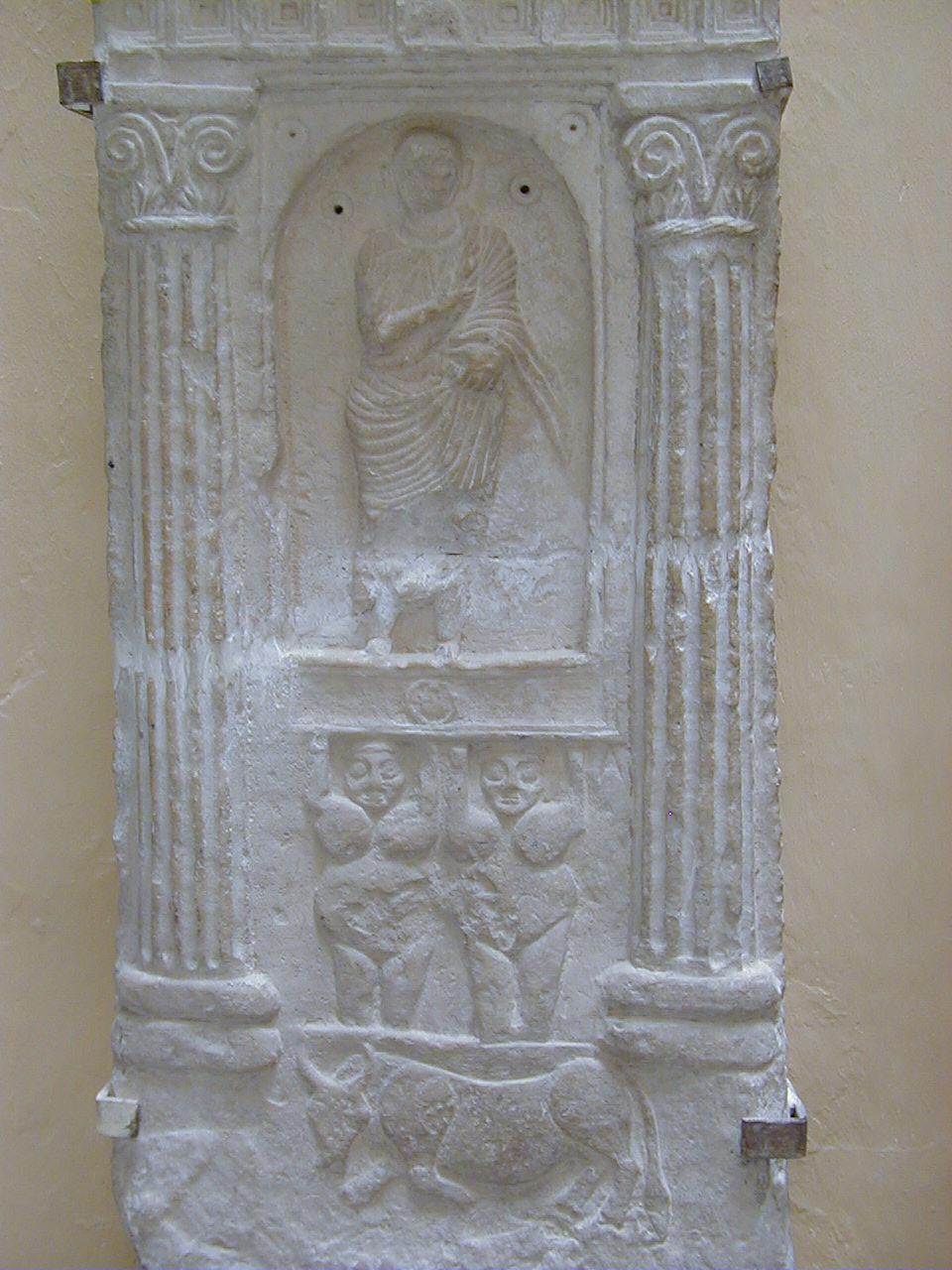
Registre médian et inférieur de la même stèle.

Le registre médian est occupé par un élément d'inspiration gréco-romaine, colonnes et fronton d'édifice.
Le dédicant est situé au milieu : il est debout dans ce qui semble être un temple, ou une chapelle, avec colonnes et fronton. Les dédicants peuvent être des hommes ou des femmes. Ils portent des fruits dans les mains. Les hommes sont en toge ou pallium et les femmes en robe.
Une stèle du Bardo présente une dédicante avec un autel en feu. Une des stèles porte une inscription avec le nom Rogatus, d'origine autochtone. La même stèle porte une représentation du plafond à caissons de l'édifice. Le fronton du temple porte soit une divinité, Tanit-Cælestis, soit un aigle.

### Registre inférieur
Le dernier registre figure parfois des Atlantes portant l'étage supérieur comportant la chapelle, accompagnés parfois d'une scène de sacrifice, auquel est destiné un bœuf. Le sacrificateur est parfois figuré, comme sur une des stèles du musée du Bardo. Le registre porte également Hercule et le lion de Némée ou alors le travail d'Hercule affrontant l'hydre. Il peut y avoir une divinité brandissant des serpents.
La partie inférieure d'une stèle conservée au Louvre (MNB 898) comporte deux personnages dont l'un porte un thyrse et l'autre une couronne. Un animal destiné au sacrifice est présent, et deux éléments végétaux entourent le motif. La stèle MNB 899 comporte une représentation de plafond à caissons dans la partie inférieure.

## Interprétation

### Art populaire
Les stèles sont réalisées selon le goût populaire avec beaucoup d'éléments décoratifs. Certaines représentations architecturales témoignent de l'ignorance des artisans.

### Témoignage de la persistance de la religion libyco-punique
Les stèles témoignent du maintien de la religion libyco-punique. Parmi les motifs d'origine punique il faut signaler le signe de Tanit. Les apports indigènes sont également notables.

### Témoignage du syncrétisme en Afrique romaine
Les représentations de divinités relèvent des traditions puniques et gréco-romaines.
Les stèles témoignent du syncrétisme à l'œuvre en Afrique romaine en particulier avec la pensée néo-platonicienne. Gilbert Charles-Picard les considérait comme des « œuvres d'art d'une puissante originalité et comme le seul témoignage de la pensée théologique punique, en Afrique, pendant l'Empire romain ». Les stèles sont des témoins des « liens interculturels entre substrat phénico-punique et civilisation romaine ».

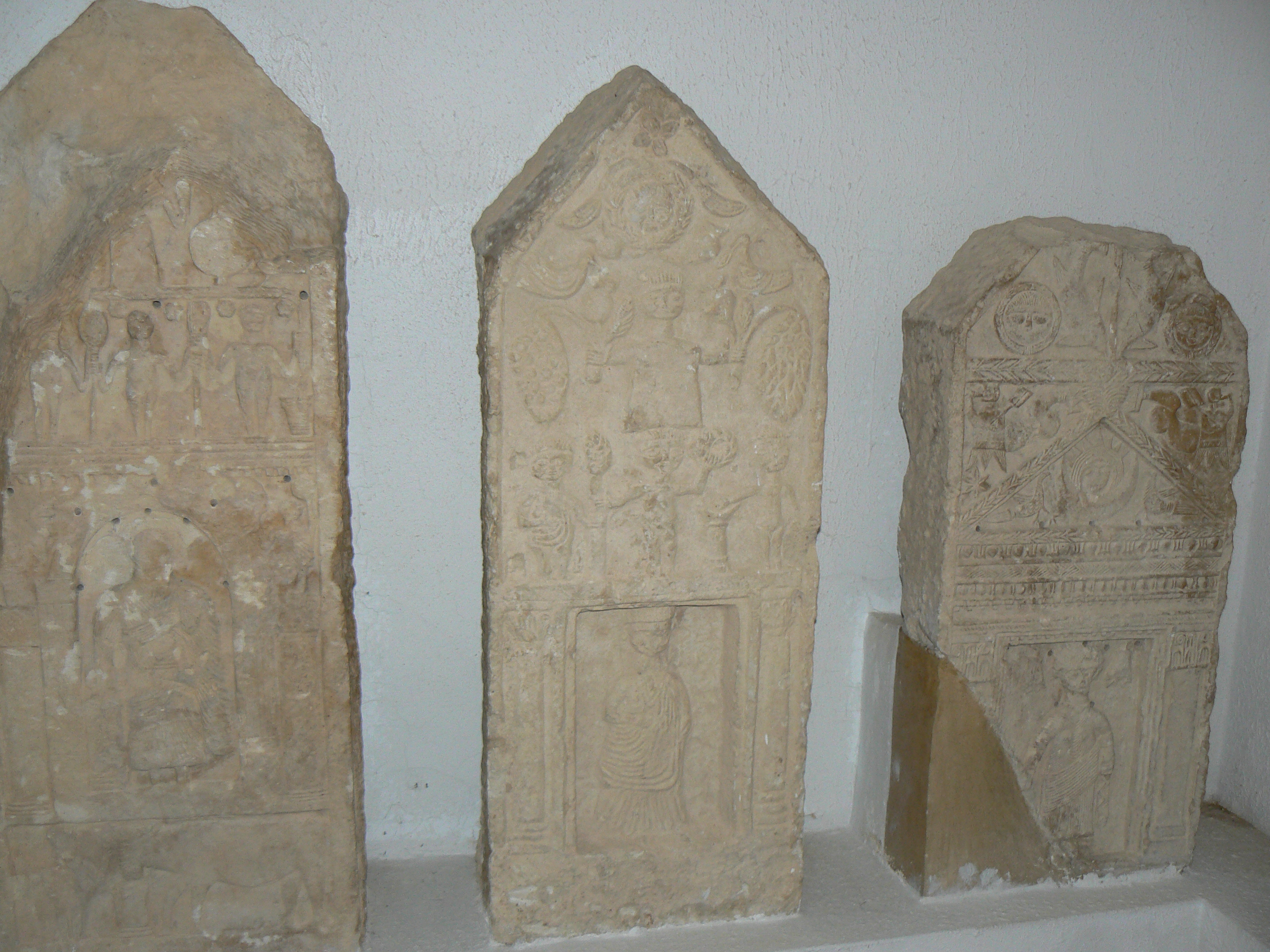
Stèles situées au musée de Makthar.
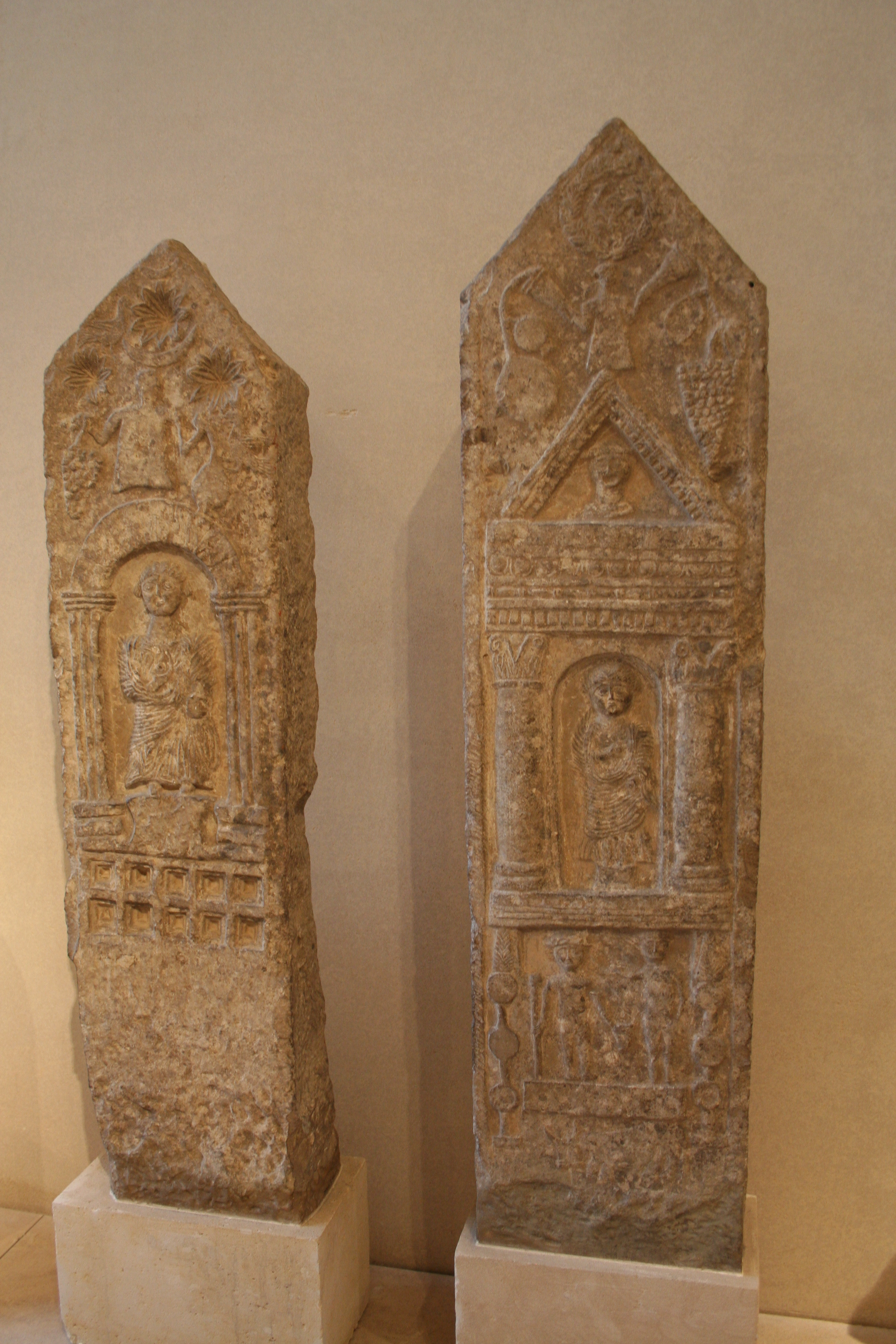
Stèles au musée du Louvre.
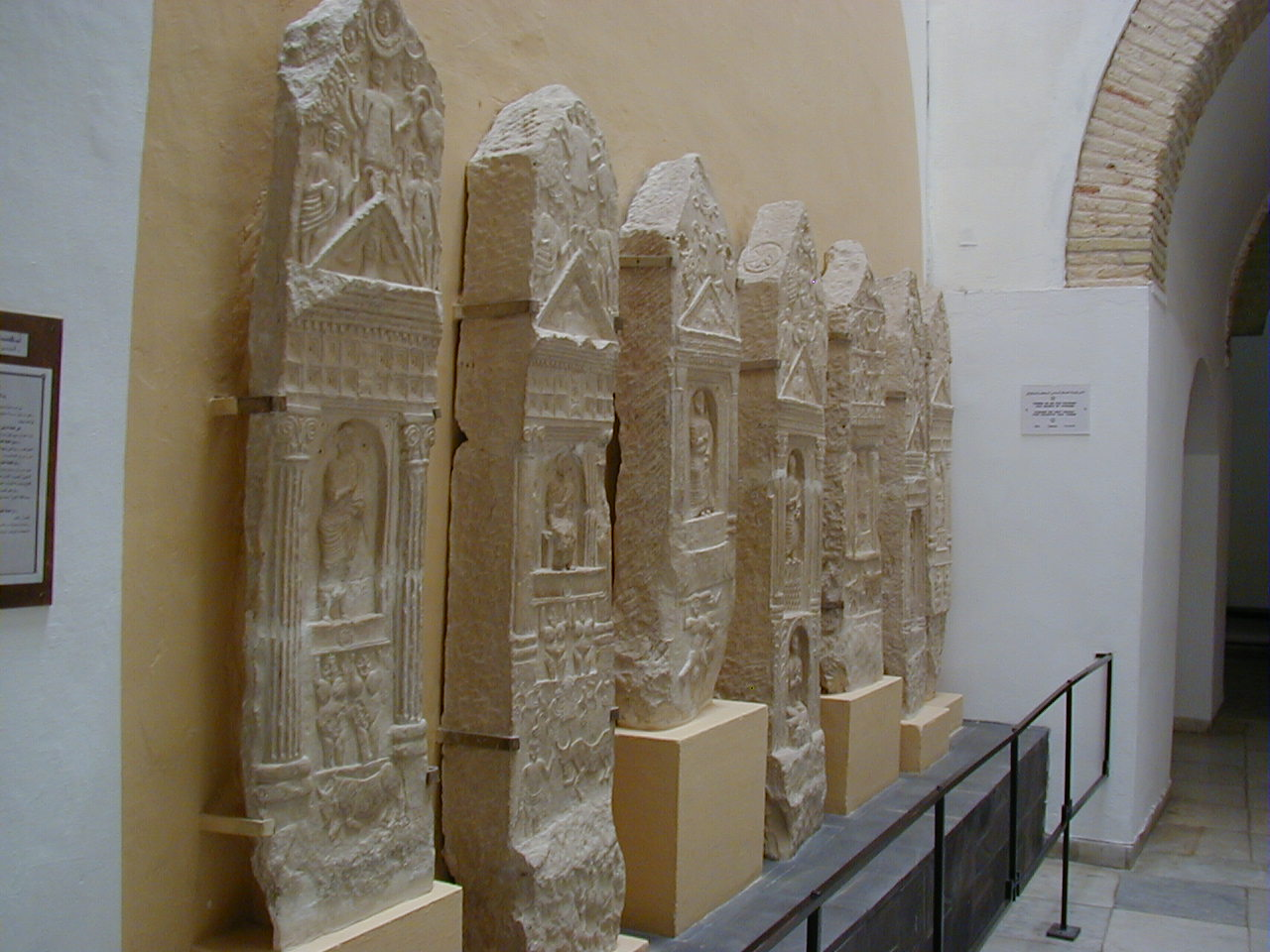
Autre vue de la série du musée national du Bardo.

#### Ouvrages généraux
- Samir Aounallah, L'Antiquité tunisienne : de la fondation d'Utique à la prise de Carthage, Tunis, Nirvana, 2020, 384 p. (ISBN 978-9938530575).
- M'hamed Hassine Fantar, Samir Aounallah et Abdelaziz Daoulatli, Le Bardo, la grande histoire de la Tunisie : musée, sites et monuments, Tunis, Alif, 2015, 244 p. (ISBN 9789938958119). .
- M'hamed Hassine Fantar (dir.), De Carthage à Kairouan : 2 000 ans d'art et d'histoire en Tunisie, Paris, Agence française d'action artistique, 1982. .
- Marcel Le Glay, Saturne africain : Monuments-I, Paris, 1961, 464 p..
- Marcel Le Glay, Saturne africain : Monuments-II, Paris, 1966, 366 p..
- Marcel Le Glay, Saturne africain : Histoire, Paris, Befar, 1966, 522 p..
- Edward Lipinski (dir.), Dictionnaire de la civilisation phénicienne et punique, Turnhout, Brepols, 1992 (ISBN 2503500331).
- Hédi Slim, Ammar Mahjoubi, Khaled Belkhodja et Abdelmajid Ennabli, Histoire générale de la Tunisie, vol. I : L'Antiquité, Paris, Maisonneuve et Larose, 2003 (ISBN 978-2-7068-1695-6). .
- Mohamed Yacoub, Le Musée du Bardo : départements antiques, Tunis, Agence nationale du patrimoine, 1993, 294 p. (ISBN 978-9973-917-12-6). .

#### Ouvrages ou articles sur Maghrawa ou les stèles de La Ghorfa
- (it) Anna Maria Bisi, « A proposito di alcune stele del tipo della Ghorfa al British Museum », Antiquités africaines, no 12,‎ 1978, p. 21-88 (lire en ligne, consulté le 17 août 2025)
- René du Coudray de La Blanchère, « Douze stèles votives du Musée du Bardo », Bibliothèque d'archéologie africaine,‎ 1897, p. 31-56.
- (it) Elena Francesca Ghedini, « Ancora sulle stele della Ghorfa : qualche precisazione », L'Africa romana, no VII,‎ 1990, p. 233-244
- Ahmed M'Charek, « Maghrawa, antique Macota (Tunisie) », Antiquités africaines, no 33,‎ 1997, p. 119-127 (lire en ligne, consulté le 10 août 2025).
- Ahmed M'Charek, « Maghrāwa, lieu de provenance des stèles punico-numides dites de la Ghorfa », Mélanges de l'école française de Rome, nos 100-2,‎ 1988, p. 731-760 (lire en ligne, consulté le 10 août 2025).
- Ahmed M'Charek, « Macota / Maghrawa (Tunisie) », Encyclopédie berbère, no 30,‎ 2010 (lire en ligne, consulté le 16 août 2025).
- (en) Jennifer P. Moore, « Cultural elasticity in the inscriptions of the so-called « La Ghorfa » stelae », Antiquités africaines, no 35,‎ 1999, p. 31-37 (lire en ligne, consulté le 17 août 2025)
- Louis Poinssot, « Les stèles de La Ghorfa », Bulletin archéologique du Comité des travaux historiques et scientifiques,‎ 1905, p. 395-405 ([https://gallica.bnf.fr/ark:/12148/bpt6k2033339/f628.item.r=Bulletin%20arch%C3%A9ologique%20du%20Comit%C3%A9%20des%20travaux%20historiques%20et%20scientifiques%201905, consulté le 19 août 2025).